# Sevkaretsi Sako
Sevkaretsi Sako (en arménien : Սևքարեցի Սաքո), né le 14 janvier 1870 à Sevkar et mort le 13 novembre 1908 en Perse, est un combattant arménien de la Fédération révolutionnaire arménienne.